# Sciapus indistinctus
Sciapus indistinctus är en tvåvingeart som först beskrevs av Lamb 1922.  Sciapus indistinctus ingår i släktet Sciapus och familjen styltflugor.
Artens utbredningsområde är Seychellerna. Inga underarter finns listade i Catalogue of Life.